# 斯特魯米亞尼
斯特魯米亞尼，是保加利亞的城鎮，位於該國西南部，由布拉戈耶夫格勒州負責管轄，是斯特魯米亞尼市的首府，距離斯特魯馬河1公里，海拔高度128米，2008年人口1,014。
41°38′N 23°12′E / 41.633°N 23.200°E